# Йорн Лиер Хорст
Йорн Лиер Хорст (на норвежки: Jørn Lier Horst) е норвежки драматург и писател на произведения в жанра криминален роман, трилър и детска литература.

## Биография и творчество
Йорн Лиер Хорст е роден на 27 февруари 1970 г. в Бамбле, Норвегия. Следва в Норвежката полицейска академия в Осло в периода 1992 – 1995 г. и стажува в Полицейската камара на Кристиансан. Започва работа в бившата служба на шерифа в Ларвик. През 1997 г. става следовател в полицейския участък в Ларвик, който после е част от полицейския район Вестфолд при полицейската реформа от 2000 г. Получава обучение по техники за разпит, както и криминално разузнаване и анализ. От 2004 г. служи като ръководител на тактическото разследване.
Като следовател участва в разследването на неразкритото убийство на Роналд Рам (вдъхновило първия му роман, „Ключовият свидетел“), разследването на убийството на Кристин Юел Йоханесен през 1999 г., убийството на спасителя Оле Мартин Кристенсен в Ставерн, убийството на Ан Софи Блом-Петерсен в Тьонсберг през 2005 г., обира на Хамида Дидович в Хутен през 2010 г. и други. Участва в разкриването на случаи на изнудвания за норвежки бизнесмени за милиони крони, а през 2009 г. ръководи разследването на кражбата на картина от църквата в Ларвик, която е открита във ван в Пошгрун. През декември 2013 г. Хорст напуска поста си в полицията и се посвещава на писателската си кариера.
Първият му роман „Ключовият свидетел“ от криминалната поредица „Вилям Вистинг“ е издаден през 2004 г., който се основава на неразкритото убийство на пенсионера Роналд Рам в Ларвик през 1995 г. Книгата въвежда основния герой, полицая Вилям Вистинг. През 2012 г. като част от поредицата е издаден романът му „Ловните кучета“. В историята следователят Вилям Вистинг е обвинен във фалшифициране на доказателства по случая с убийството на младата Сесилия Линде, а в затвора е пратен невинен човек. Отстранен от поста си, той започва свое собствено тайно разследване с помощта на дъщеря си – репортерката Лине. Появява се и идентично изчезване на друга млада жена, а ходът на времето не е на негова страна. Романът получава наградата „Ривъртън“, престижната международна награда „Стъклен ключ“ и наградата на Шведската академия за най-добър криминален роман. Други негови романи от поредицата също получават награди, като наградата на книжарите и британската награда „Петрона“. В периода 2019–2022 г. част от поредицата е екранизирана в сериала „Комисар Вистинг“.
Заедно с писателя Томас Енгер от 2018 г. създава поредицата трилъри за полицая Александър Бликс и новинарския блогър Ема Рам. През 2012 г. започва поредицата си от криминални романи за юноши „Улика“, а през 2021 г. първите четири романа от нея, екранизиран във филма „Малтийската загадка“.
От 2013 г. започва поредицата си от криминални романи за деца – „Детективска агенция № 2“. Поредицата, с общ тираж над 3 милиона, става сред най-продаваните за всички времена, а след гласуване през 2022 г. главните герои в книгите са избрани за най-добрите герои от норвежки детски книги на всички времена. През 2023 г. за поредицата получава наградата „Чаена лъжичка“ за приноса му към желанието и удоволствието от четенето сред норвежките деца. Някои от книгите от поредицата са екранизирани.
Произведенията на писателя често са в списъците на бестселърите. Те са издадени в над 10 милиона екземпляра в над 40 страни по света. Авторът е считан за един от водещите криминални писатели в Норвегия. Книгите представят проста и точна картина на съвременното скандинавско общество. Заплетените, сложни и почти неразрешими криминални загадки са станали характерни за творбите му, в които към точните професионални детайли включва политически и социални коментари в подтекста.
Като драматург е автор на няколко семейни представления на криминална тематика за театър „Ибсен“ и Народния театър.
Йорн Лиер Хорст живее със семейството си в Ставерн.

## Произведения

### Поредица „Вилям Вистинг“ (William Wisting)
1. Nøkkelvitnet (2004)[1][2][3]
2. Felicia forsvant (2005)
3. Når havet stilner (2006)
4. Den eneste ene (2007)
5. Nattmannen (2009)
6. Bunnfall (2010) – скандинавски трилър ноар на годината[4]
7. Vinterstengt (2011) – награда на книжарите
8. Jakthundene (2012) – награда „Ривъртън“, награда „Стъклен ключ“, награда на Шведската академия за най-добър криминален роман
Ловните кучета, изд. „Светлана Янчева - Изида“ (2017), прев. Василена Старирадева, Емил Минчев
9. Hulemannen (2013) – награда „Петрона“[5]
10. Blindgang (2015)
11. Når det mørkner (2016)
12. Katharina-koden (2017) – награда „Петрона“
13. Det innerste rommet (2018)
14. Illvilje (2019)
15. Sak 1569 (2020)
16. Grenseløs (2021)
17. Forræderen (2022)

### Поредица „Александър Бликс и Ема Рам“ (Alexander Blix & Emma Ramm) – сТомас Енгер
1. Nullpunkt (2018)[1][2][3][5]
2. Røykteppe (2019)
3. Slagside (2020)
4. Arr (2022)
5. Offer (2023)

### Поредица „Улика“ (Clue)
криминални романи за юноши. Името Clue се формира от началните букви на четиримата централни герои – Сесилия, Лео, Унс и Егон.
1. Salamandergåten (2012)[1][2][5]
2. Maltesergåten (2012)
3. Undervannsgåten (2013)
4. Gravrøvergåten (2013)
5. Libertygåten (2014)
6. Esmeraldagåten (2014)
7. Rivertongåten (2015)
8. Hodeskallegåten (2015)
9. Ulvehundgåten (2016)
10. Sjøormgåten (2016)
11. Einsteingåten (2017)
12. Triangelgåten (2018)
13. Smuglerhuset (2019)

### Поредица „Детективска агенция № 2“ (Detektivbyrå nr. 2)
криминални романи за деца, заедно с илюстратора и аниматор Ханс Йорген Санднес. Главните герои са Тирил и Оливър с хрътката Очо, които живеят в уютния малък град Елвестад и правят разследвания чрез неортодоксални решения и изненадващи разкрития. Заключението на всяка книга е послеслов, в който читателите могат да подложат собствените си детективски умения на изпитание.
- Operasjon Tordensky (2013)[3]
- Operasjon Mørkemann (2013)
- Operasjon Solnedgang (2013)
- Operasjon Påskelilje (2014)
- Operasjon Sommerøya (2014)
- Operasjon Vindkast (2014)
- Operasjon Bronseplass (2015)
- Jakten på Kaptein Kroghs gull (2015)
- Operasjon Plastpose (2015)
- Operasjon Sirkus (2016)
- Jakten på Jungelens Dronning (2016)
- Operasjon Spøkelse (2016)
- Operasjon Sjørøver (2017)
- Jakten på Tyven-tyven (2017)
- Operasjon Mumie (2017)
- Operasjon Skipsvrak (2018)
- Jakten på slottets hemmelighet (2018)
- Operasjon Skrotnisse (2018)
- Operasjon Svartskog (2019)
- Jakten på Trollmannens bok (2019)
- Operasjon Radius (2019)
- Operasjon Lurifaks (2020)
- Jakten på den siste dinosauren (2020)
- Operasjon Rød sløyfe (2020)
- Dekkoperasjon (2021)
- Jakten på enhjørningen (2021)
- Operasjon Heksegryte (2021)
- Operasjon Ninja (2022)
- Jakten på Campingkongen (2022)
- Operasjon Gulltann (2022)
- Jakten på den magiske julebyen (2022)
- Operasjon Fartsstripe (2023)
- Jakten på Vikingskatten (2023)
- Operasjon Fangejakt (2023)

### Пиеси
криминални комедии и мюзикъли, и семейни спектакли
- Professor Zweisteins sensasjon (2009)
- Mysteriet på Hotell Kokkelimonke (2011)
- Mesterdetektiven og smilet som forsvant (2011)
- Fangen fra Rotteholmen (2012)
- Arven fra Beathovden (2013)
- Operasjon Spøkelse (2020)
- Detektivbyrå nr. 2 (2021)

### Екранизации
- 2018 Operasjon Mørkemann
- 2019 Operasjon Mumie
- 2019 – 2022 Комисар Вистинг, Wisting – тв сериал, 17 епизода, по романа „Нощният човек“ (2009) и др.
- 2021 Улика: Малтийската загадка, Clue: Maltesergåten – с Джулия Мелумсхаген Нимоен
- 2022 Menneskets beste venn – късометражен, по разказ, със Свен Нордин и Кери-Ан Мос